# Gustavo Endres
Gustavo Endres (* 23. August 1975 in Passo Fundo) ist ein brasilianischer Volleyballspieler. Er nahm an drei Olympischen Spielen teil und wurde zweimal Weltmeister. Sein jüngerer Bruder Murilo Endres ist ebenfalls Nationalspieler in dieser Sportart.

## Karriere
Endres begann seine Karriere 1996 in São Paulo beim EC Banespa. Im folgenden Jahr gab der Mittelblocker sein Debüt in der brasilianischen Nationalmannschaft. 2000 nahm er mit dem Team erstmals am olympischen Turnier teil, das für Brasilien auf dem sechsten Rang endete. 2001 wechselte er in die italienische Liga zu Pallavolo Ferrara. Im gleichen Jahr gewann er mit der Nationalmannschaft die Weltliga und erhielt dabei eine individuelle Auszeichnung als bester Blocker. 2002 wurde Endres durch einen Finalsieg der Brasilianer gegen Russland erstmals Weltmeister. 2003 folgten ein weiterer Titel in der Weltliga sowie sein erster Triumph im World Cup. Innerhalb der italienischen Liga ging er für eine Saison zu Icom Latina. 2004 erlebte er nach dem erneuten Sieg in der Weltliga sein zweites olympisches Turnier und gewann mit Brasilien im Finale gegen Italien die Goldmedaille. In der Liga wurde Endres von Sisley Treviso verpflichtet. Mit seinem neuen Verein schaffte er 2005 das Double aus Meisterschaft und Pokalsieg. Ein Jahr später folgte der Gewinn der Champions League durch einen Sieg gegen Iraklis Thessaloniki. Mit der Nationalmannschaft gab es 2005 und 2006 weitere Titel in der Weltliga. Bei der WM in Japan setzte sich Brasilien mit Endres im Endspiel gegen Polen durch. 2007 wiederholte Treviso mit dem brasilianischen Mittelblocker das Double in der Liga. Die Nationalmannschaft gewann drei Titel in der Weltliga, bei den Panamerikanischen Spielen und im World Cup. 2008 nahm Endres zum dritten Mal an den Olympischen Spielen teil; Brasilien unterlag im Finale den Vereinigten Staaten und erhielt somit die Silbermedaille. 2009 kehrte der Mittelblocker in die heimische Liga zurück und spielte zwei Jahre für EC Pinheiros. 2011 wechselte er zu Cimed Florianópolis und ein Jahr später zu Canoas Vôlei.